# Xã Gold, Quận Bureau, Illinois
Xã Gold (tiếng Anh: Gold Township) là một xã thuộc quận Bureau, tiểu bang Illinois, Hoa Kỳ. Năm 2010, dân số của xã này là 180 người.